# Rizal

Rizals läge i Filippinerna

Rizal är en provins i Filippinerna som ligger i regionen CALABARZON. Den har 2 046 700 invånare (2006) på en yta av 1 309 km². Provinsens huvudort är Antipolo, men det lokala styret är fortfarande beläget i provinsens gamla huvudort Pasig som ligger i Metro Manila.
Provinsen är indelad i 13 kommuner och 1 stad. Större städer och orter är Antipolo, Binangonan, Cainta, San Mateo och Taytay.